# 香港青年會
香港青年會 (Hong Kong Youth Association) 成立於一九九五年五月四日，是本港一間非牟利青年團體。宗旨是透過舉辦各種活動凝聚青年力量，貢獻社會，促進香港與內地青少年交流，增進彼此了解和認識青少年對國家的民族觀念。本會成立以來，以專業化發展會務工作，舉辦多元化活動。希望與各界青年共同努力，煥發青年人的朝氣和活力，發掘自我價值，回饋社會。
近年，本會與眾多中學、大學、社區團體、青年組織以及內地多個省市的青年團體建立友好關係，並共同舉辦了多項有意義的活動，如「南京軍事交流營」、「『心繫奧運』五四青年大匯演」、「唱響青春–粵港青年文化創業行」、「香港青年領袖考察團」 等活動。這些活動凝聚了廣大青年，同時也獲得了社會各界的關注及一致好評。
在此期間更創立了多個品牌活動，包括：通過開展二十次的「社會時事調查」，活動構建青年表達意見的渠道。在政制及內地事務局的資助下舉辦多次「兩岸四地台灣大學生交流」赴台交流團，與台灣大學、淡江大學、澳門大學等院校、青年團體舉辦了“兩岸四地大學生論壇”及創立了兩岸四地交流的平台。在全國青年聯合會支持及青年事務委員會資助下多次舉辦「香港大學生暑期內地實習計劃」，活動為200多名香港各大專院校學生提供了青年內地實習的機會。另外，本會與外交部駐港特派員公署聯合主辦六次的「香港大學生“外交之友”夏令營」系列活動，活動中拜訪國務院外交部、國務院港澳辦等，受到時任外交部楊潔篪部長、國務院港澳辦王光亞主任及新聞發言人的親切接見，以及外交部駐港特派員公署副特派員隨團。活動中取得了豐碩的成果，在本會大力推動下籌組建立了“香港青年外交之友”。除此之外，本會通過與香港島校長聯會合辦「香港島傑出學生選舉」和「香港島傑出學生交流團」之後，更籌組創立了“香港傑出學生協進會”籍此凝聚、鼓勵、培養青年新一代。
以上列舉的活動只是本會多年青年工作的縮影， 未來的日子本會將繼續堅守我們的信念，竭盡所能，為香港的青少年提供更多的進修培訓、服務社群、開拓視野以及認識祖國的機會，實踐我們對青年的承擔和使命，實踐我們對貢獻社會的承諾。

## 歷屆主席
| 屆別     | 年份      | 名稱   |
| -------- | --------- | ------ |
| 第一屆   | 1997-1999 | 孫啟昌 |
| 第二屆   | 1999-2001 | 姜玉堆 |
| 第三屆   | 2001-2003 | 姜玉堆 |
| 第四屆   | 2003-2005 | 聶毅   |
| 第五屆   | 2005-2007 | 聶毅   |
| 第六屆   | 2007-2009 | 葉振都 |
| 第七屆   | 2009-2011 | 饒桂珠 |
| 第八屆   | 2011-2013 | 莊創業 |
| 第九屆   | 2013-2015 | 莊創業 |
| 第十屆   | 2015-2017 | 岑濬   |
| 第十一屆 | 2017-2019 | 鄭承峰 |
| 第十二屆 | 2019-2021 | 施明耀 |
| 第十三屆 | 2021-2024 | 陳凱榮 |
| 第十四屆 | 2024-2025 | 鍾奇峰 |

## 理監事會架構
監事長
鍾迪康先生
常務副監事長
陳延山女士
副監事長
李雪萍女士
監事
劉玉榮女士
張絲蕊女士
主席
陳凱榮先生
常務副主席 兼 司庫 
劉粵儀女士
副主席
鍾奇峰先生
胡汶軒先生
葉華雄先生
孟韋芯女士
鍾秀賢女士
楊宇思女士
謝天先生
常務理事
鄭秀娟女士
譚金蓮女士
陳嘉慧女士
劉天正先生
江景新先生
辛子豪先生
施瑩女士
秘書長 (兼)
陳嘉慧女士
常務副秘書長 (兼) 
施瑩女士
副秘書長
陳安琪女士
王珍妮女士
丁凌瑜女士
尹子健先生
趙偉先生
云惟俠先生
黃雨程女士
理事
劉少婷女士
沈寒楊先生
張彤蔚女士
謝宇挺先生
徐曉婕女士
郭詠健先生
邵燕寧女士
林駿諺先生
鍾蔚婷女士
謝東禧先生
羅愛詩女士
吳本強先生
尹玉女士
劉子健先生
王美玲女士
黃浩林先生
劉偉玉女士

## 外部連結
- 香港青年會網站 （页面存档备份，存于）
- 香港青年會Facebook Page （页面存档备份，存于）
- 香港青年會Youtube Channel （页面存档备份，存于）